# Бородатка Лённберга
Борода́тка Лённберга, или артедидра́ко Лённберга (лат. Artedidraco loennbergi) — морская антарктическая донная рыба семейства бородатковых (Artedidraconidae) подотряда нототениевидных (Notothenioidei) отряда окунеобразных (Perciformes). Один из шести видов в роде Artedidraco. Впервые описана как новый для науки вид в 1913 году французским зоологом Луи Рулем (фр. Louis Roule, 1861—1942) по экземпляру (голотипу), пойманному  в заливе Маргариты у западного побережья Антарктического полуострова. Вид назван в честь шведского зоолога и ихтиолога, внёсшего значительный вклад в изучение рыб Антарктики — Эйнара Лённберга (швед. Einar Lönnberg, 1880—1963).
A. loennbergi — это типично донная, прибрежная, очень мелкая рыба общей длиной около 10 см. Является циркумполярно-антарктическим эндемиком высокоширотной зоны Южного океана, известным с глубин 230—608 м. Согласно схеме зоогеографического районирования по донным рыбам Антарктики, предложенной А. П. Андрияшевым и А. В. Нееловым, ареал вида находится в границах гляциальной подобласти восточноантарктической и западноантарктической провинций Антарктической области.
Как и у других антарктических бородаток у A. loennbergi имеется подбородочный усик, уникальная видоспецифичность строения которого является одной из важнейших характеристик в систематике семейства в целом, а также голое тело, за исключением чешуй в боковой линии. У этого вида, как и у прочих представителей рода Artedidraco, первый спинной плавник расположен над основанием грудного плавника, а также относительно небольшая, неширокая голова с узким межглазничным пространством и без шипа на жаберной крышке.
Бородатка Лённберга может встречаться в уловах донных тралов в прибрежных водах Антарктиды на  шельфовых глубинах, а также в желудках хищных рыб.

## Характеристика бородатки Лённберга
В первом спинном плавнике 2—3 мягких колючих луча; во втором спинном плавнике 25—28 лучей; в анальном плавнике 18—21 луч; в грудном плавнике 14—16 лучей. В дорсальной (верхней) боковой линии — 3—8 трубчатых костных члеников (чешуй) и 11—15 нетрубчатых округлых члеников, в медиальной (срединной) боковой линии 16—25 костных члеников. В нижней части первой жаберной дуги тычинки расположены в 2 ряда: общее число тычинок в верхней части дуги — 0—3, общее число тычинок в нижней части дуги — 12—15. Общее число позвонков 37—40.
Тело удлинённое, сжатое с боков, низкое, его высота составляет около 12—21 % стандартной длины тела, высота хвостового стебля — 19—23 % длины головы. Голова небольшая, относительно узкая, её высота немного больше ширины головы, её длина содержится 2,8—4,3 раза, или 23—37 % в стандартной длине. Посттемпоральные костные гребни на верху головы не выражены. Вершина нижней челюсти не выдаётся вперёд. Рыло короче, чем горизонтальный диаметр орбиты. Глаз довольно большой — около 29—37 % длины головы. Межглазничное пространство очень узкое — около 4—7 % длины головы. Первый спинной плавник расположен над основанием грудного плавника. Второй спинной плавник невысокий. Длина грудного плавника — 61—72 % длины головы. Две боковых линии — верхняя (дорсальная) и нижняя (медиальная), представленные трубчатыми или прободёнными костными чешуями: в дорсальной боковой линии передний участок с трубчатыми чешуями очень короткий и доходит назад не далее уровня начала первого спинного плавника.
Подбородочный усик сужающийся к кончику, иногда несколько расширенный на конце, тонкий и короткий, его длина содержится 3—6 раз, или 17—33 % в длине головы.
Общий фон окраски светлый, желтоватый, с неправильными тёмными пятнами на голове и на туловище. Подбородочный усик светлый. Щёки и жаберные крышки тёмно-коричневые. В верхней части спины под спинными плавниками обычно имеются 6—8 широких седловидных тёмно-коричневых пятен; по бокам вдоль середины тела от головы до хвоста тянется широкая прерывистая тёмно-коричневая полоса, представленная неправильными пятнами. Первый спинной плавник светлый, иногда с несколькими тёмными пятнышками. Второй спинной плавник светлый, с тёмными пятнышками на лучах, образующими узкие косые полосы. Анальный плавник светлый или иногда тёмноватый вблизи основания. Грудные светлые, с несколькими (обычно двумя—тремя) вертикальными тёмными полосами. Брюшные плавники светлые. Хвостовой плавник светлый, с шестью узкими тёмными вертикальными полосами.

## Распространение и батиметрическое распределение
Циркумполярно-антарктический ареал вида охватывает прибрежные воды окраинных морей Антарктиды вокруг Антарктического полуострова, в море Рисер-Ларсена, море Содружества и в море Росса. Встречается в зоне шельфа на глубинах от 230 м до 608 м.

## Размеры
Очень мелкий вид: достигает 100 мм общей длины.

## Образ жизни
Типично донный нижне-сублиторальный вид и типичный бентофаг. В питании главным образом присутствуют гаммариды и свободноживущие полихеты, а также седентарные полихеты и изоподы. Кроме того, в желудках рыб также встречаются, мизиды, каляноидные копеподы и морские пауки.

## Близкие виды
От наиболее близкого вида бородатки Скоттсберга главным образом отличается более пятнистой окраской, а также относительно более коротким грудным плавником и менее высоким хвостовым стеблем.